# Rudolf Havenstein
Rudolf E. A. Havenstein (10 mars 1857 à Meseritz, province de Posnanie - 20 novembre 1923 à Berlin) est un juriste allemand qui fut président de la Reichsbank, la banque centrale allemande, pendant la période d'hyper-inflation en 1921-1923.

## Biographie
Rudolf E. A. Havenstein naît à Meseritz (Międzyrzecz), province de Posnanie. Issu d'une famille de fonctionnaires du gouvernement, il étudie le droit à Heidelberg et à Berlin. Après avoir obtenu son diplôme en 1876, Havenstein travaille dans le service de justice prussien jusqu'en 1887, date à laquelle il commence sa carrière de juge. En 1890, il passe au ministère prussien des Finances. 
De 1900 à 1908, Havenstein est président de la Banque d'État prussienne. De 1908 à 1923, il est président de la Reichsbank et sa signature figure sur les billets de la Reichsbank allemande de 1908 à 1923.
Havenstein a joué un rôle important dans le processus hyper-inflationniste en Allemagne. Il a souscrit à la croyance, répandue alors en Allemagne, que l'inflation était causée par la chute de la valeur extérieure du mark par rapport aux devises étrangères et que le rôle de la Reichsbank était d'imprimer suffisamment de monnaie pour soutenir les niveaux de prix plus élevés. 
132 usines sont établies afin d’imprimer de nouveaux billets, mais plus d'argent est imprimé, plus le niveau des prix augmente, de sorte que la Reichsbank imprime encore plus d'argent et ainsi de suite. Plutôt que de suivre la théorie quantitative de la monnaie en attribuant l'inflation à l'impression excessive de monnaie, Havenstein croit que la monnaie doit être imprimée pour alimenter la demande croissante de monnaie au sein de l'économie allemande, alors que les prix sont poussés à la hausse par la baisse du taux de change. 
En fait il semblerait qu'il ait fait tourner à plein régime " la planche à billets" pour payer les réparations de guerre, de manière à détruire le Mark, plutôt que de payer les Français. L'hyperinflation paralysante a complètement détruit l'économie allemande et la République de Weimar s'est effondrée économiquement et politiquement. Havenstein aurait ainsi contribué à la montée au pouvoir d’Hitler.
La mort soudaine de Havenstein en novembre 1923 a mis fin à cette politique et à l'hyperinflation.
Havenstein est enterré au cimetière de Dahlem (Berlin).